# Bermudas en los Juegos Olímpicos de Barcelona 1992
Las Bermudas estuvieron representadas en los Juegos Olímpicos de Barcelona 1992 por un total de 20 deportistas, 14 hombres y 6 mujeres, que compitieron en 4 deportes.
El portador de la bandera en la ceremonia de apertura fue el atleta Brian Wellman. El equipo olímpico bermudeño no obtuvo ninguna medalla en estos Juegos.